# Leptychaster magnificus
Leptychaster magnificus is een kamster uit de familie Astropectinidae.
De wetenschappelijke naam van de soort werd in 1912 gepubliceerd door René Koehler.